# Rani Durgavati
Rani Durgavati (ur. 5 października 1524, zm. 24 czerwca 1564) – w latach 1550–1564 królowa Gondwany.   

## Życiorys
Była córką króla Chandel Keerata Rai. Urodziła się w forcie Kalinjar (Banda, Uttar Pradesh). Jej przodkowie zbudowali świątynie w Khajuraho. Umiejętnie posługiwała się mieczem i łukiem, często polowała. 
W 1542, w wieku 18 lat, wyszła za mąż za Dalpat Shaha, najstarszego syna króla Sangrama Shaha z królestwa Gondwany. Wyjątkowe było, że Rajputka wychodziła za mąż za Gonda. Małżeństwo połączyło dynastie Chandel i Rajgond. Dzięki niemu Keerat Rai uzyskał pomoc Gondów w czasie inwazji muzułman pod wodzą Sher Shaha Suri. Podczas walk Suri zginął.
W 1545 urodziła syna Vira Narayana. Mąż zmarł w 1550, więc Durgavati rządziła królestwem Gondów jako regentka. Pomagali jej diwan Beohar Adhar Simha i minister Man Thakur. Przeniosła stolicę z fortu Singorgarh do Chauragarh. 
Kiedy zmarł Sher Shah Suri, afgański władca Malwy, kraj zajął Shujaat Khan. Jego następcą w 1556 został syn Baz Bahadur. Po wstąpieniu na tron zaatakował Rani Durgavati, ale udało się jej obronić królestwo. Po udanej obronie państwa Durgavati okryła się sławą.
W 1562 cesarz Wielkich Mogołów Akbar pokonał władcę Malwy Baza Bahadura i podbił Malwę. W rezultacie państwo Rani zaczęło graniczyć z Imperium Mogołów. Akbar był pod wrażeniem jej umiejętności, chciał się z nią spotkać i zaoferować, by poddała państwo zwierzchnictwu Mogołów, zachowując władzę, ale odmówiła. Zasłużyła się też tym, że zbudowała wiele fortów. Jeden z nich ulokowała w Jabalpur – zwano go Ranital.   
Dowódca wojskowy Mogołów, khwaja Abdul Mazid Asaf Khan, po tym, jak pokonał Ramchandrę, władcę Rewy, zapragnął podbić dobrze prosperujące królestwo Rani Durgavati. Na atak zezwolił cesarz Mogołów Akbar, ponieważ dążył do zbudowania imperium na terenie całych Indii. Rani postanowiła bronić królestwa i choć diwan Beohar Adhar Simha (Adhar Kayastha) wskazywał na wielką siłę militarną przeciwnika, Rani uważała, że lepiej umrzeć z honorem niż żyć w hańbie. Miała już doświadczenie w prowadzeniu walki – dowodziła 20 tysiącami konnych, tysiącem walczących na słoniach i ogromną rzeszą piechoty. W celu przygotowania obrony udała się do Narai Nala niedaleko Jabalpuru, do miasta położonego między wzgórzami a dwiema rzekami – Gaur i Narbada. Bitwa była nierówna – w przeciwieństwie do Rani Mogołowie dysponowali wyszkolonymi wojskami i nowoczesną bronią. W bitwie zginął faujdar (głównodowodzący) Arjun Das, więc Rani postanowiła sama poprowadzić obronę. Gdy Mogłowie wkroczyli do doliny, wojska Rani zaatakowały. Rani chciała uderzyć nocą, ale doradcy wojskowi odwiedli ją od tego zamiaru. Następnego ranka Rani stawiła się do walki na swoim słoniu Sarmanie. W bitwie wziął też udział jej syn Vir Narayan. Dowodząc wojskami Gondwany trzykrotnie zmusił armię Mogołów do odwrotu, ale został ranny i musiał opuścić pole bitwy. Także Rani została poważnie zraniona strzałą – ugodziła ją w okolice ucha. Kolejna strzała trafiła w szyję, co doprowadziło do utraty przytomności. Po ocknięciu się zrozumiała, że klęska jest nieuchronna, ale odmówiła poddania się. Popełniła samobójstwo, godząc się sztyletem. Miała 40 lat.

## Upamiętnienie
Turyści przybywający na miejsce bitwy umieszczają na jej grobie kamyk na znak szacunku. Dzień jej śmierci, 24 czerwca, do dziś jest świętowany jako Balidan Diwas.
W 1983 rząd Madhya Pradesh zmienił nazwę uniwersytetu w Jabalpur na Uniwersytet Rani Durgavati Vishwavidyalaya. 
W dniu 24 czerwca 1988 rząd Indii wydał znaczek pocztowy upamiętniający śmierć Rani Durgavati. 
Między Jabalpur Junction a Jammutawi kursuje pociąg o nazwie Durgavati Express.
W Jabalpur stoi jej pomnik.

## Galeria

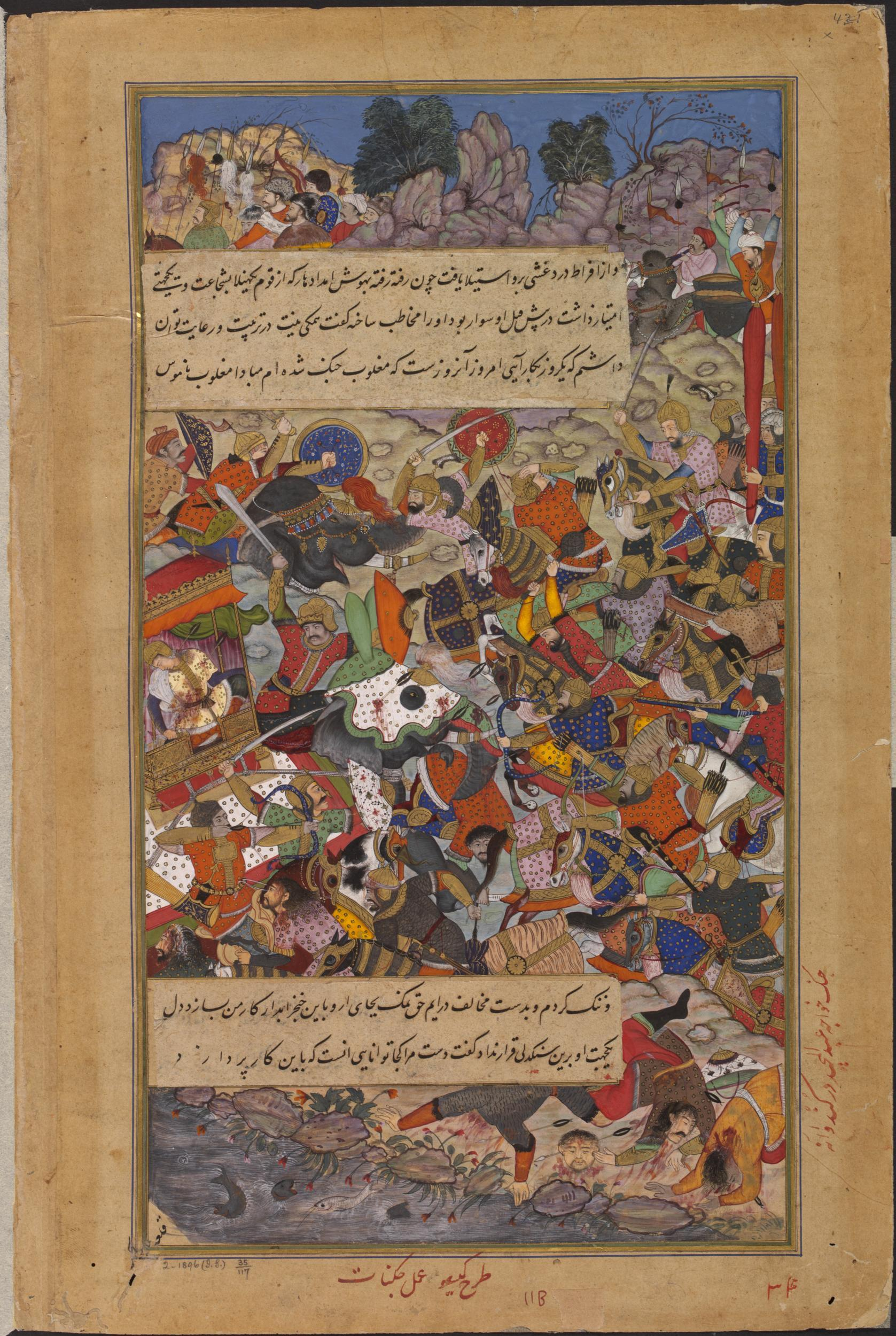
Rana Durgavati, władczyni Gondu, podczas walki z wojskami Wielkich Mogołów, ok. 1590 r.
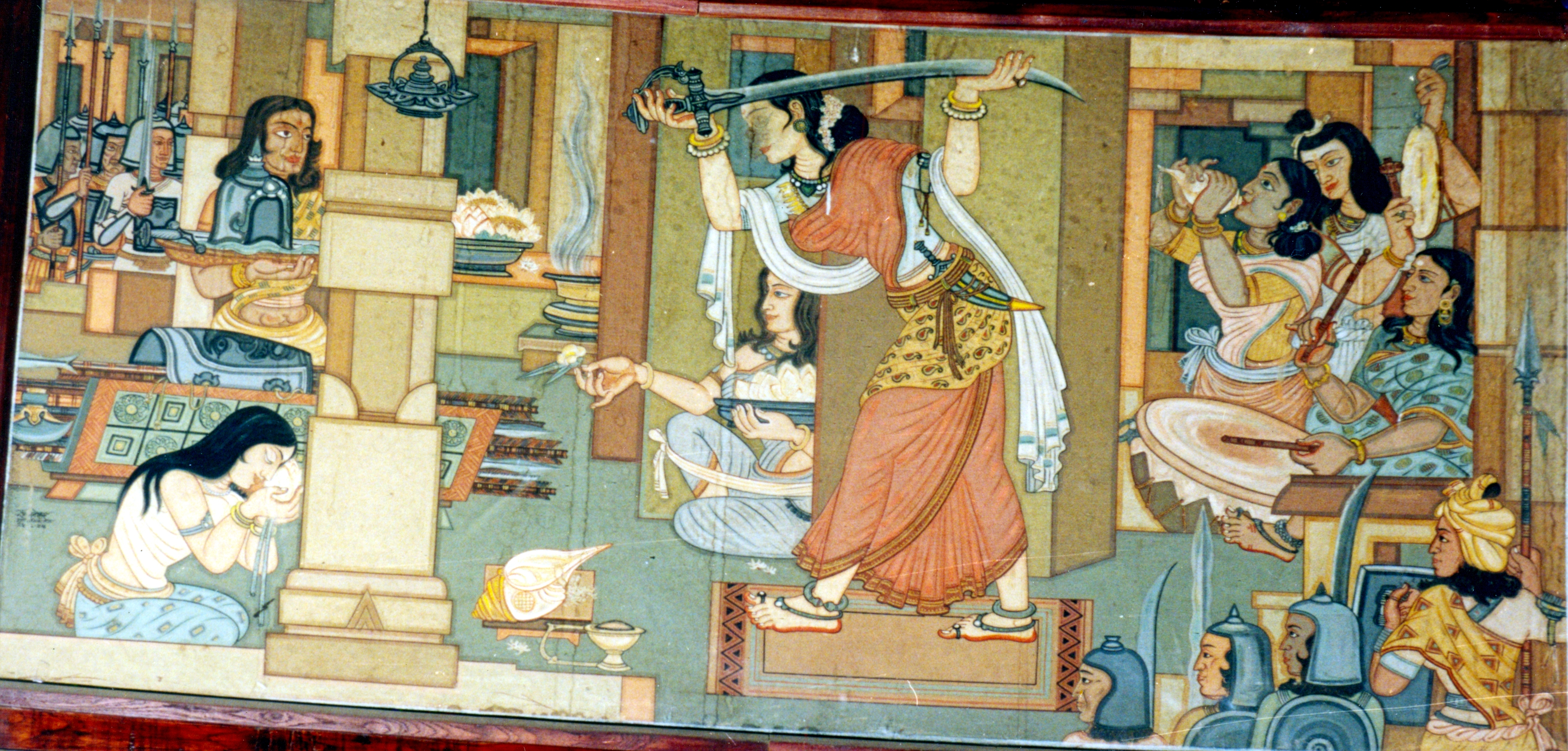
Rani Durgavati podczas przygotowań do bitwy pod Narrai, fresk Beohara Rammanohara Sinha w Jabalpur (Indie)
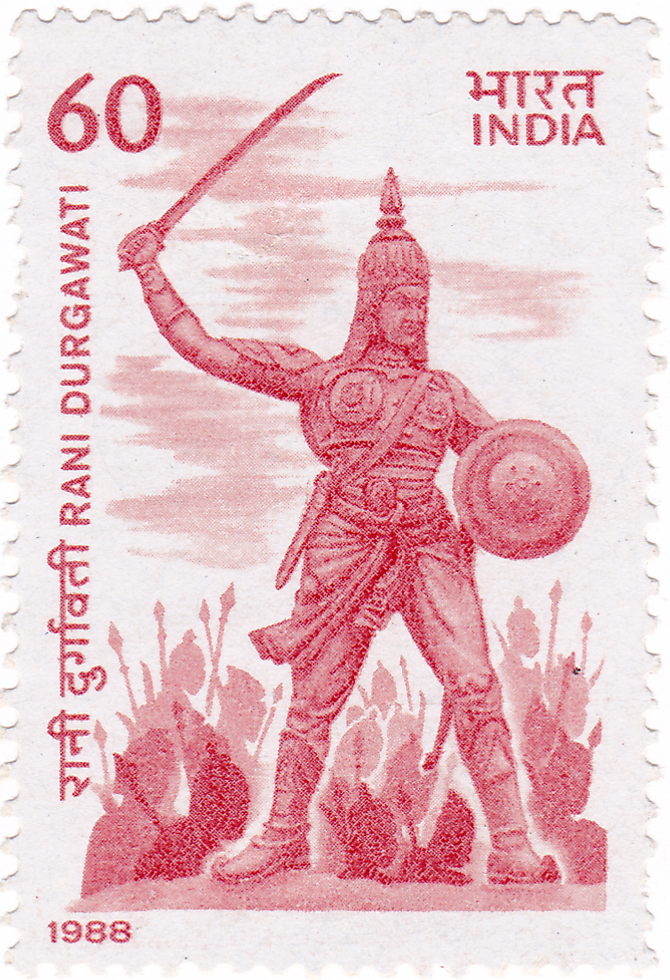
Znaczek upamiętniający Rani Durgavati
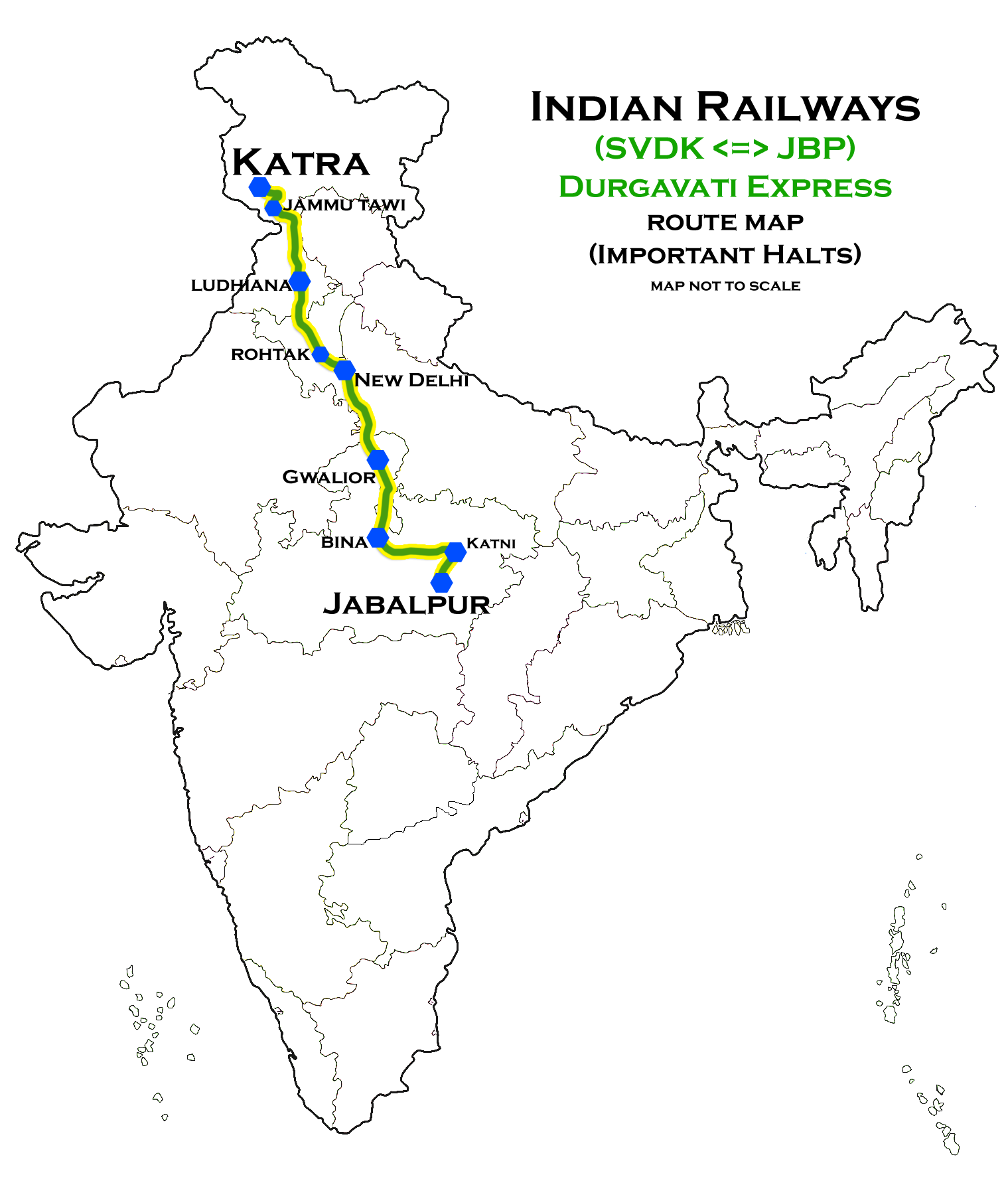
Trasa pociągu Durgavati Express
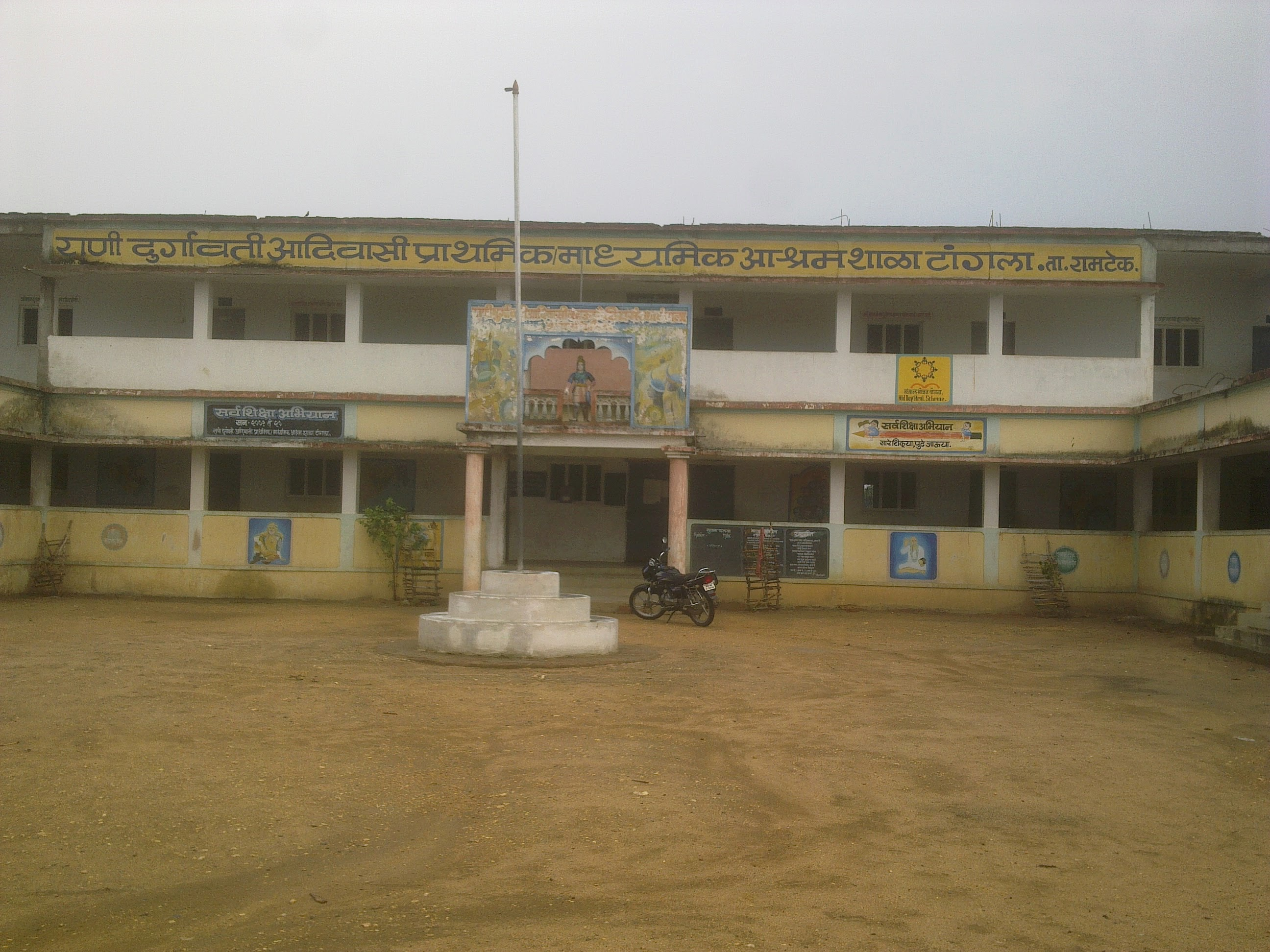
Szkoła im. Rani Durgavati w Tangla